# Новафельтрія
Новафельтрія (італ. Novafeltria) — муніципалітет в Італії, у регіоні Емілія-Романья,  провінція Ріміні.
Новафельтрія розташована на відстані близько 230 км на північ від Рима, 105 км на захід від Анкони, 50 км на захід від Пезаро, 34 км на північний захід від Урбіно.
Населення — 7220 осіб (2014).

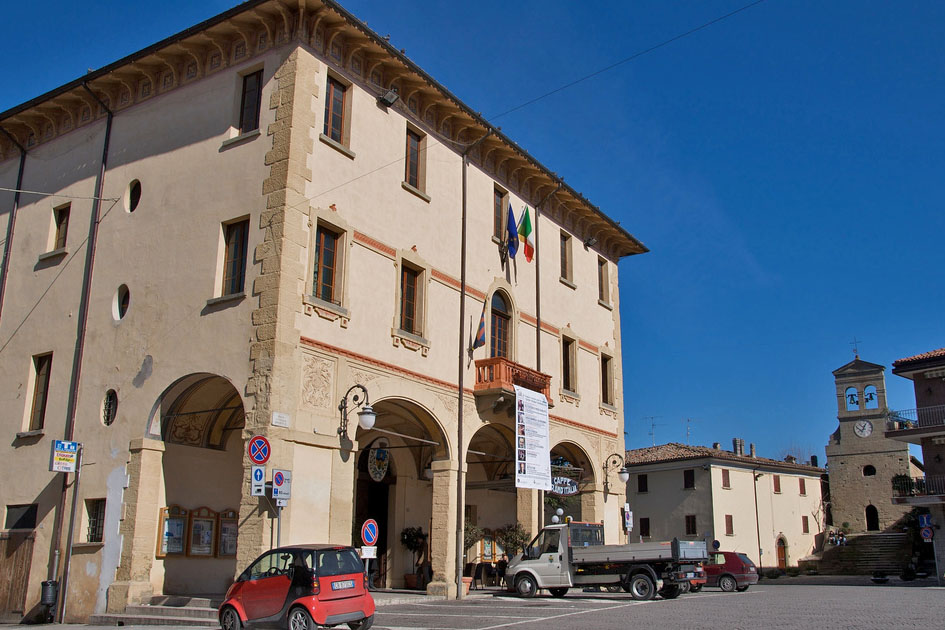

Щорічний фестиваль відбувається 29 червня. Покровитель — святий Петро.

## Демографія
Населення за роками:

Станом на 1 січня 2023 року в муніципалітеті офіційно проживали 644 іноземці з 48 країн, серед них 130 громадян країн Євросоюзу та 39 громадян України.

## Сусідні муніципалітети
- Майоло
- Меркато-Сарачено
- Пеннабіллі
- Поджо-Торріана
- Сан-Лео
- Сант'Агата-Фельтрія
- Сольяно-аль-Рубіконе
- Таламелло